# Рейх, Карл Минеевич
Карл Минеевич Рейх (1765 — после 1824) — российский врач.

## Биография
Родился в 1765 году; «происходил из иностранцев (бухгалтерских детей), но приведён к присяге на подданство России».
После обучения в частном пансионе в Москве в 1782 году поступил в Московский генеральный госпиталь учеником и через три года, по указу Медицинской коллегии, был переименован в волонтёры.
После сдачи экзамена 2 мая 1788 года получил разрешение вольной практики в Российской империи и 30 ноября 1789 году поступил лекарем в Саратов. С 1797 года был вольнопрактикующим врачом в Тамбовской губернии; 28 июня 1798 года был произведён в штаб-лекари. В Тамбове провёл первые опыты прививания коровьей оспы.
В 1804 году вернулся в Саратов, где 11 мая занял должность уездного врача. С 28 февраля 1805 по 9 февраля 1810 года также исполнял должность Аткарского уездного врача. Получил 10 февраля 1810 года должность врача саратовской Александровской больницы; с 13 декабря 1810 по 6 ноября 1811 года исправлял также и должность врача в бывшем Инвалидном лазарете, а затем был переведён оператором в Казанскую врачебную управу. С 26 февраля 1813 по 3 августа 1815 года работал также врачом в Казанском военном госпитале. С 1 апреля 1818 года исправлял в госпитале должность ординатора, 21 октября 1821 года утверждён в этой должности.
Был избран 4 декабря 1817 года в члены Московского физико-медицинского общества; 21 мая 1822 года получил бриллиантовый перстень, а 8 декабря 1823 года произведён в статские советники.
Кроме опыта прививания коровьей оспы, Рейхом были представлены в Медицинскую коллегию следующие наблюдения: 1) об отличном действии трав красного наперстника в водяных болезнях, с показанием 8-ми примеров; 2) о потерянном осязании во всем теле, как последствии часто возвращавшейся перемежающейся лихорадки, благополучно леченном; 3) описание операции заячьей губы у 15-дневного ребёнка, сделанной с успехом; 4) о переломе бедренной кости при маловажном повороте, как последствии бывшей ревматической болезни; 5) о странном инородном древесованном теле от неизвестной причины, из заднепроходной кишки благополучно вынутом; 6) об опасных, не благополучно конченных родах; 7) счастливое излечение открытого нарыва в легком; 8) об излеченном в наружной конечности переносе молока после родов; 9) о млектомическом бешенстве; 10) о благополучно излеченном периодическом судорожном смехе.
Был женат на дворянке Елизавете Андреевне. Их дети: Мария, Андрей, Яков, Николай, Елизавета. Род был внесён в З-ю часть дворянской родословной книги Казанской губернии по определению Казанского дворянского депутатского собрания от 17 декабря 1815 года и утверждён указом Герольдии от 27 мая 1842 года.